# Третьяков, Николай Николаевич (растениевод)
Не следует путать с полным тёзкой: Николай Николаевич Третьяков-младший (1956—2011), доктор биологических наук, профессор, заведующий кафедрой энтомологии РГАУ-МСХА имени К. А. Тимирязева.
Николай Николаевич Третьяков (24 ноября 1930 года, Москва — 12 мая 2017 года) — советский и российский учёный, специалист по физиологии растений, растениеводству и кормопроизводству.
Член-корреспондент РАН (2014), РАСХН (1993), доктор сельскохозяйственных наук (1970), профессор (1971). Заслуженный деятель науки Российской Федерации (1995).

## Биография
Окончил с отличием Московскую сельскохозяйственную академию им. К. А. Тимирязева (1953). В 1957 году там же по кафедре растениеводства защитил кандидатскую диссертацию.
В 1957—1966 гг. работал во Всероссийском НИИ кормов им. В. Р. Вильямса, где достиг должности заместителя директора.
С 1967 года в альма-матер — заместитель заведующего, а в 1976—2001 годах - заведующий кафедрой физиологии растений, затем её профессор.
В 1983—1988 гг. декан агрономического факультета.
В 1973—1978 гг. являлся секретарём парткома академии.
В 1985—2002 гг. состоял членом бюро отделения растениеводства ВАСХНИЛ и РАСХН. Подготовил 5 докторов биологических и сельскохозяйственных наук, многих кандидатов наук.
Награжден орденом «Знак Почёта» (1981), медалями «За доблестный труд. В ознаменование 100-летия со дня рождения Владимира Ильича Ленина» (1970), «Ветеран труда» (1985), «В память 850-летия Москвы» (1997) и ВДНХ, в частности серебряной (1991), а также Золотой медалью Краковской академии (1977), грамотами.
Почётный член Общества физиологов растений России (2011).
Опубликовал более 400 научных работ, автор учебников по растениеводству и физиологии растений, имел 9 авторских свидетельств на изобретения.
Скончался 12 мая  2017 года. Похоронен на Домодедовском кладбище Москвы (участок 6).